# 15-cm-Kanone 39
Die 15-cm-Kanone 39 war eine Feldkanone der Wehrmacht im Zweiten Weltkrieg.

## Geschichte
Diese von Krupp im Auftrag des türkischen Heeres entwickelte Kanone wurde infolge des Kriegsbeginns in nur zwei Exemplaren an die Türkei geliefert. Die restlichen wurden vom deutschen Heer übernommen und auf den Produktionslinien in Essen weiter für die Wehrmacht produziert, die sie in den Artillerieabteilungen 511, 620, 680, 767 und 800 in Dienst stellte.

## Beschreibung
Laut Auftrag war sie eine Doppelzweckwaffe: Als schweres Feldgeschütz und zur Küstenverteidigung. Deshalb wurde eine Kombination aus Spreizlafette und einer Neuerung eingesetzt: Eine transportable, drehbare Grundplatte auf welche die Lafette aufgesetzt werden konnte, um den Schwenkbereich von 360° zu gewährleisten, was zur Küstenverteidigung sehr nützlich war. Die Kanone war voll feldverwendungsfähig und wurde in drei Lasten (Grundplatte, Lafette und Rohr) im motorisierten Zug gefahren. Die Drehscheibenplattform war für die meisten Einsatzzwecke eigentlich nicht nötig, sie wurde hauptsächlich zur Küstenverteidigung benutzt. Für diesen Fall waren an den Holmenden kleine Rollenwagen befestigt, welche auf der Drehscheibenplattform liefen und den vollen Schwenkbereich ermöglichten. Im Normalfall wurde die geschlossene Spreizlafette auf die drehbare Grundplatte gesetzt und die ganze Kanone konnte mit einer Handkurbelvorrichtung bewegt werden. Diese Plattform erregte die Aufmerksamkeit vieler Konstruktionsabteilungen, im Besonderen der amerikanischen. Dieser diente sie als Grundlage für den „Kelly-Mount“, der in den 155 mm Gun M1 benutzt wurde. Die Geschosse der Sprenggranate wogen 43 Kilogramm und erreichten eine maximale Schussweite von 24,7 km. Die Lebensdauer eines Rohres betrug ungefähr 3000 bis 5000 Schuss.  Der Herstellungspreis des Geschützes betrug 135.156 RM.

## Einsatz

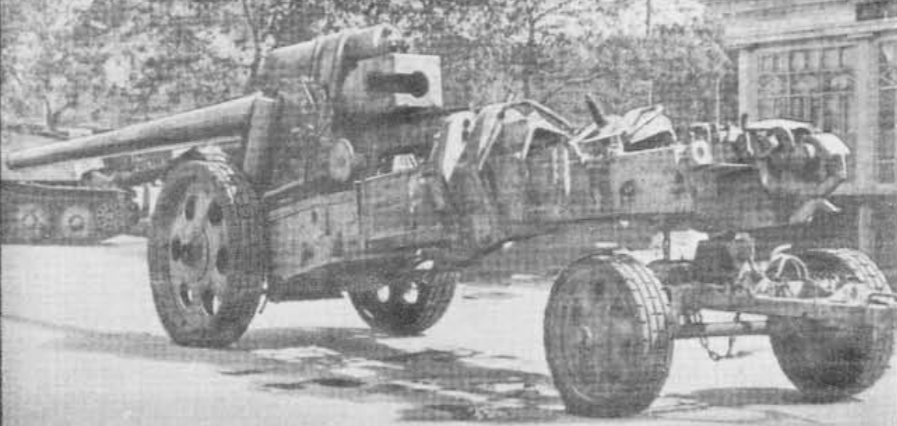
15 cm Kanone 39 in Fahrtstellung

Die Waffe war ursprünglich in türkischem Auftrag entwickelt worden, bis zum Kriegsausbruch wurden zwei Stück an die Türkei geliefert. Die übrigen 64 Geschütze wurden infolge des Kriegsausbruches beschlagnahmt und bis 1942 an die Wehrmacht ausgeliefert. Wegen des erheblichen logistischen Aufwandes aufgrund der eigentlich geringen Stückzahl wurde es in späteren Kriegsjahren meist als Küstengeschütz verwandt.